# Юзьвікув
Юзьвікув (пол. Jóźwików) — село в Польщі, у гміні Радошиці Конецького повіту Свентокшиського воєводства.
Населення — 111 осіб (2011).
У 1975-1998 роках село належало до Келецького воєводства.

## Демографія
Демографічна структура на день 31 березня 2011 року:
|          | Загалом | Допрацездатний вік | Працездатний вік | Постпрацездатний вік |
| -------- | ------- | ------------------ | ---------------- | -------------------- |
| Чоловіки | 55      | 8                  | 38               | 9                    |
| Жінки    | 56      | 11                 | 25               | 20                   |
| Разом    | 111     | 19                 | 63               | 29                   |